# Конвой №4731
Конвой № 4731 — японський конвой часів Другої світової війни, проведення якого відбувалось у липні — серпні 1943-го.
Вихідним пунктом конвою був атол Трук у центральній частині Каролінських островів, де ще до війни створили потужну базу японського ВМФ, з якої до лютого 1944-го провадились операції в цілому ряді архіпелагів. Пунктом призначення став розташований у Токійській затоці порт Йокосука, що під час війни був обраний як базовий для логістики Труку.
До складу конвою увійшов лише один транспорт «Наруто-Мару», охорону якого забезпечував есмінець «Асанагі».
31 липня 1943-го загін вийшов з бази та попрямував у напрямку північних Маріанських островів. 3 серпня кораблі прибули на Сайпан, а 5 серпня «Наруто-Мару» відвідав розташований поруч острів Тініан і тієї ж доби повернувся назад. 6 серпня загін рушив з Сайпану, при цьому на «Наруто-Мару» тепер було 10 тисяч мішків з цукром.
На світанку 8 серпня 1943-го в районі за тисячу кілометрів на північний захід від Сайпану та за три сотні кілометрів південніше від островів Огасавара конвой був атакований американським підводним човном USS Whale. Останній уразив «Наруто-Мару» двома торпедами, одна з яких влучила в машинне відділення. Судно почало тонути, при цьому в якийсь момент вибухнули його власні глибинні бомби. За шість хвилин «Наруто-Мару» затонуло, загинуло 18 членів екіпажу та 12 пасажирів. Ще три сотні осіб врятував «Асанагі» (есмінець також провів безрезультатну атаку глибинними бомбами).